# Robert Lantos

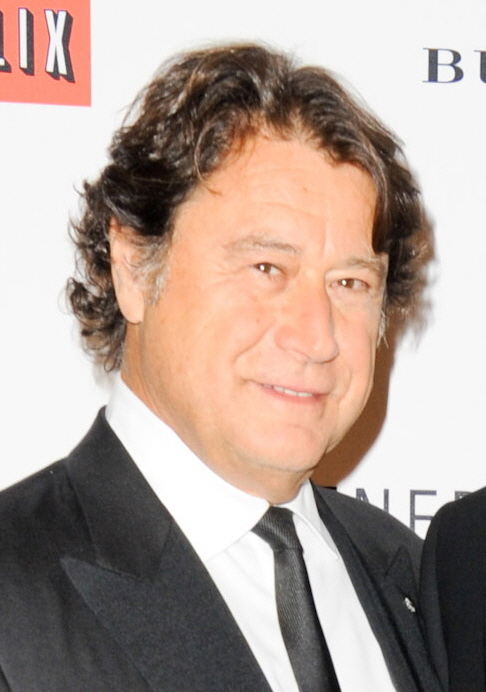
Robert Lantos (2013)

Robert Lantos (* 3. April 1949 in Budapest) ist ein ungarisch-kanadischer Filmproduzent.

## Leben und Wirken
Nachdem seine Familie im Jahr 1956 vor der Revolution in Ungarn floh, wuchs Robert Lantos in Montevideo auf. Im Jahr 1963 immigrierte die Familie abermals in ein fremdes Land, diesmal zog es sie nach Kanada, genauer gesagt, nach Montréal. Lantos besuchte dort die Northmount High School und später die McGill-Universität. Gemeinsam mit seinem Freund Victor Loewy gründete er 1972, noch als Student, seine erste Firma namens Vivafilm. Bereits drei Jahre später gründete er mit Stephen Roth eine Schwesterfirma namens RSL Films. Mit wenig Budget produzierte er im Jahr 1977 seinen ersten Film L'Ange et la Femme. Bereits sein nächster Film, Lust auf Liebe mit Tom Berenger, sollte ein internationaler Erfolg werden.
RSL und Vivafilm schlossen sich im Jahr 1985 mit der International Cinema Corporation zusammen, um die Alliance Communications Corporation zu gründen. Lantos wurde dort Vizevorsitzender. Schon zwei Jahre später wurde er Vorsitzender und CEO. Lantos leitete die Firma in einer starken Phase der Entwicklung und Ausbaus. Alliance Communications Corporation wurde zu einer großen internationalen Kraft in der Filmproduktion und -verbreitung. Nachdem auch Unterhaltung und Geschichte als Themengebiete in die Firma einflossen, wurde sie ebenso eine zentrale Figur in den kanadischen Sendern.
Als sich Alliance Communications Corporation im Jahr 1998 mit Atlantis Communications, der zweitgrößten Fernsehproduktionsfirma Kanadas, zusammenschloss, verkaufte Lantos seine Firmenbeteiligung und verließ diese. Er produziert weiterhin in Kanada und im Ausland mit seiner neuen, in Toronto ansässigen, Firma Serendipity Point Films.
Lantos setzt sich für den Staat Israel ein und unterstützt diesen auch. Er besuchte das Land zum ersten Mal im Jahr 1969 und reist nun in regelmäßigen Abständen dorthin. Dort produzierte Lantos auch einige Filme, u. a. Gideons Schwert. Weiters ist er auch ein Mitglied des Order of Canada.
Lantos war von 1980 bis 1986 mit der Schauspielerin Jennifer Dale verheiratet. Aus dieser Ehe stammen die Kinder Ari, geboren 1980, und Sabrina.

## Filmografie (Auswahl)
- 1986: Gesetz des Terrors (Sword of Gideon)
- 1994: Exotica
- 1995: Vernetzt – Johnny Mnemonic (Johnny Mnemonic)
- 1995: Wenn die Nacht beginnt (When Night Is Falling)
- 1996: Crash
- 1997: Der Glöckner von Notre Dame (The Hunchback)
- 1999: EXistenZ
- 1999: Ein Hauch von Sonnenschein (The Taste of Sunshine)
- 2002: Ararat
- 2003: The Statement
- 2004: Being Julia
- 2005: Wahre Lügen (Where the Truth Lies)
- 2007: Tödliche Versprechen – Eastern Promises (Eastern Promises)
- 2008: Simons Geheimnis (Adoration)
- 2010: Barney’s Version
- 2013: The Right Kind of Wrong
- 2015: Remember
- 2022: Crimes of the Future
- 2024: Hunyadi – Aufstieg zur Macht (Rise of the Raven, Fernsehserie)

## Auszeichnungen

### Genie Award
- 1991: Golden Reel Award in der Kategorie „Bester Film“: Black Robe – Am Fluß der Irokesen
- 1992: Genie in der Kategorie „Bester Film“: Black Robe – Am Fluß der Irokesen
- 1996: Genie in der Kategorie „Bester Film“: Crash
- 2000: Genie in der Kategorie „Bester Film“: Sunshine – Ein Hauch von Sonnenschein
- 2003: Genie in der Kategorie „Bester Film“: Ararat

### Gemini Award
- 1990: Gemini in der Kategorie „Beste Dramaserie“: E.N.G.
- 1992: Gemini in der Kategorie „Beste Dramaserie“: E.N.G.
- 1993: Gemini in der Kategorie „Beste Dramaserie“: E.N.G.
- 1994: Gemini in der Kategorie „Beste Dramaserie“: E.N.G.